# 柴田孝之
柴田 孝之（しばた たかゆき、1972年9月22日 - ）は、日本の政治家、弁護士、司法試験予備校講師。元三重県菰野町長（1期）。

## 来歴
三重県三重郡菰野町出身。祖父は菰野町議会議員だった。暁高等学校卒業。1995年、東京大学法学部卒業。同年に22歳で司法試験に二次試験一発合格する。司法試験最終合格後、辰已法律研究所講師となる。その後、1999年より東京リーガルマインド専任講師。2006年山梨学院梶法会教員（～2014年）。2015年アガルート講師（-2017年）。司法試験や大学受験の勉強法についての著書を数多く書く。受験勉強に必要な能力として記憶力、理解力、解答力の3つを挙げている。
2011年、司法修習（65期）。2013年1月に弁護士登録し、アディーレ法律事務所に所属。
2016年10月30日に行われた菰野町議会議員選挙に立候補し初当選した。
2018年10月14日、任期満了に伴う菰野町長選挙に立候補する意向を表明。2019年2月3日に行われた町長選で現職の石原正敬を僅差で破り初当選した。3月3日、町長就任。
※当日有権者数：33,598人 最終投票率：54.90%（前回比：－12.85pts）
| 候補者名 | 年齢 | 所属党派 | 新旧別 | 得票数  | 得票率 | 推薦・支持 |
| -------- | ---- | -------- | ------ | ------- | ------ | ---------- |
| 柴田孝之 | 46   | 無所属   | 新     | 9,272票 | 50.68% |            |
| 石原正敬 | 47   | 無所属   | 現     | 9,024票 | 49.32% |            |

2022年7月以降、菰野駅前の駐輪場に自転車が放置されたとして月に2、3回放置車両置場に移動したときに一部を逆さまにして置かれていたがそれは柴田自身がやったことだと判明、その異様な状況に警察署に複数回の通報があり、柴田は同年9月の定例議会で「町民に誤解を与えてしまった」「たくさんの人に戸惑いや驚きを与え、心配をかけたことは深く反省している」と答弁、町議会議員からは移動させた場所の一部が民有地で廃棄物処理法違反で不法投棄だとの指摘もあり、多い日は30台も移動させ、早朝に行っていたため職員を呼ぶわけにはいかず、担いで移動させたことで体力的にきちんとは置けずに逆さまにしていたが「そもそも廃棄物ではない。自転車が町の権利を侵害している」「町民を不穏な気持ちにさせた。今後は逆さに置くことはせずに、職員の協力を求めて駐輪場の問題を解決していく」「正直、こんな騒ぎになるとは、全く思っていなかった」と発言した。
2023年2月5日に行われた町長選に再戦を目指して立候補したが、元副町長の諸岡高幸に敗れ、落選した。

## 著書
- 『司法試験機械的合格法』 日本実業出版社
- 『司法試験 合格論文機械的作成法』 日本実業出版社
- 『司法試験 絶対合格の黄金律』 朝日新聞社
- 『試験勉強の技術』 ダイヤモンド社
- 『史上最強の大学受験合格法』 講談社
- 『東京大学機械的合格法』 日本実業出版社 ISBN 4534035594
- 『和田秀樹＋柴田孝之の東京大学受験作法』 ダイヤモンド社

## 出演
- 新婚さんいらっしゃい!（朝日放送・テレビ朝日、2010年9月5日放送）